# Paul Courounet
Paul Courounet (Pellegrue, 17 novembre 1908 - Séméac, 12 août 1961), est un militaire français, Compagnon de la Libération. Sous-officier expérimenté des troupes de marine, il choisit en 1940 de se rallier à la France libre. Membre de la 2e division blindée (2e DB) du général Leclerc, il participe aux combats en Afrique du Nord puis prend part à la Libération de la France.

## Biographie

### Jeunesse et engagement
Paul Courounet naît le 17 novembre 1908 à Pellegrue en Gironde. En novembre 1926, il s'engage dans l'armée et est affecté au 24e régiment d'artillerie où il est promu brigadier puis maréchal des logis en septembre 1927. Il séjourne ensuite au Maroc et en Indochine au sein d'unités d'artillerie coloniale. En mars 1939, il est muté au régiment de tirailleurs sénégalais du Tchad (RTST). Chef d'une section de transport, il est chargé d'effectuer des ravitaillements entre Moussoro et Faya-Largeau sur une piste particulièrement difficile.

### Seconde Guerre mondiale
Toujours en poste au RTST lors du déclenchement de la Seconde Guerre mondiale, il décide de poursuivre la lutte contre le troisième Reich et participe, en août 1940, au ralliement du Tchad à la France libre, entraînant avec lui un grand nombre de ses camarades. AU sein de la colonne Leclerc, il est engagé dans la guerre du désert et participe à la bataille de Koufra au début de l'année 1941. Il s'y distingue particulièrement en tant que chef de pièce de mitrailleuse et est promu adjudant à titre exceptionnel par le général de Larminat. Après avoir pris part à la première campagne du Fezzan au début de l'année 1942, Paul Courounet reçoit la croix de la Libération le 23 mai 1942 puis est promu adjudant-chef en octobre suivant. Il participe alors à la seconde campagne du Fezzan et à celle de Tripolitaine, puis à la campagne de Tunisie. Au cours de celles-ci, chef de la 2e compagnie automobile du RTST, il s'illustre par la qualité de son travail d'organisation des transports et du ravitaillement dans des conditions éprouvantes.
Ses qualités lui valent d'être muté à la 497e compagnie du train divisionnaire de la 2e division blindée (2e DB) du général Leclerc. Transféré en Angleterre au printemps 1944, il débarque en Normandie sur Utah Beach avec la 2e DB le 1er août 1944. Après la bataille de Normandie, il participe à la libération de Paris et est promu sous-lieutenant à titre exceptionnel. Il suit ensuite la division dans son avancée et prend part à la bataille des Vosges et à la campagne d'Alsace.

## Après-guerre
Promu lieutenant à titre définitif, Paul Courounet retrouve son ancien régiment, devenu entre-temps régiment de marche du Tchad. Avec lui, il participe à la guerre d'Indochine (au sein du groupement de marche de la 2e DB puis à des opérations au Maroc. À son retour en France, il est muté à Nîmes où il commande la compagnie d'instruction du groupement du matériel et des bâtiments coloniaux. Parti à la retraite mais réserviste avec le grade de capitaine, Paul Courounet meurt le 12 août 1961 à Semeac, dans les Hautes-Pyrénées. Il est inhumé à Tarbes.

## Décorations
|  |  |  |  |  |  |
|  |  |  |  |  |  |
|  |  |  |  |  |  |
|  |  |  |  |  |  |
|  |  |  |  |  |  |

| Chevalier de la Légion d'honneur                                            | Chevalier de la Légion d'honneur                                            | Compagnon de la Libération                                    | Compagnon de la Libération                                    | Médaille militaire                                | Médaille militaire                                |
| Croix de guerre 1939-1945 Avec palme                                        | Croix de guerre 1939-1945 Avec palme                                        | Croix du combattant volontaire Avec agrafe "Guerre 1939-1945" | Croix du combattant volontaire Avec agrafe "Guerre 1939-1945" | Croix du combattant                               | Croix du combattant                               |
| Médaille coloniale                                                          | Médaille coloniale                                                          | Médaille commémorative française de la guerre 1939-1945       | Médaille commémorative française de la guerre 1939-1945       | Médaille commémorative de la campagne d'Indochine | Médaille commémorative de la campagne d'Indochine |
| Médaille commémorative des opérations de sécurité et de maintien de l'ordre | Médaille commémorative des opérations de sécurité et de maintien de l'ordre | Officier de l'Ordre du Dragon d'Annam                         | Officier de l'Ordre du Dragon d'Annam                         | Presidential Unit Citation (États-Unis)           | Presidential Unit Citation (États-Unis)           |
| Officier de l'Ordre de l'Étoile noire (Bénin)                               |                                                                             |                                                               |                                                               |                                                   |                                                   |